# Stenodynerus anormis
Stenodynerus anormis (лат.) — вид одиночных ос из семейства Vespidae.

## Распространение
Встречаются в Северной Америке.

## Описание
Длина переднего крыла самок 6,0—7,5 мм, а у самцов — 4,5—6,0 мм. Окраска тела в основном чёрная с жёлтыми отметинами. Гнёзда находили в почве и стеблях. Для кормления своих личинок добывают в качестве провизии гусениц бабочек.